# Moritz Ignaz Weber
Moritz Ignaz Weber (* 19. Juli 1795 in Landshut; † 29. Juli 1875 in Bonn) war ein deutscher Mediziner und Anatom. Weber war Professor der vergleichenden und pathologischen Anatomie an der Universität Bonn.

## Leben
Moritz Ignaz Weber wurde als Sohn des Buchhändlers Anton Weber geboren. Er besuchte das Gymnasium und studierte Medizin, speziell die Anatomie des Menschen, an der Universität Würzburg. 1823 promovierte er an der Würzburger Universität mit der Dissertation De hydrocephalo zum Doktor der Medizin.
Bereits 1820 veröffentlichte Weber seine ersten medizinischen Werke, so unter anderem Beobachtungen an Verstorbenen aus der Zuchtanstalt zu Münster, Krankheiten des Herzens und der großen Gefäße betreffend in der Zeitschrift für psychische Aerzte, die Abhandlung Ueber die Zwischenkieferknochen und die Entstehung des gespaltenen Gaumens (Wolfsrachens) in Johann Wolfgang von Goethes Zeitschrift Zur Naturwissenschaft überhaupt sowie als eigenständiges Werk Grundlinien der Osteologie des Menschen und der Hausthiere, in Verbindung mit Syndesmologie u. s. w. 1824 erschien noch sein Handbuch der vergleichenden Osteologie.
Weber wurde Prosektor an der Universität Bonn, wo er 1825 eine außerordentliche Professur für Anatomie erhielt und 1830 zum ordentlichen Professor der vergleichenden und pathologischen Anatomie ernannt wurde. In Bonn arbeitete er zeitweise als Assistent des Professors der Chirurgie Philipp Franz von Walther.
Sein Werk Die Zergliederungskunst des menschlichen Körpers zum Gebrauch bei Secirübungen erschien von 1826 bis 1831 in vier Abteilungen. Der Anatomischer Atlas des menschlichen Körpers in natürlicher Größe, Lage und Verbindung der Theile mit 82 Tafeln wurde 1830 bis 1832 veröffentlicht. Bereits 1835 bis 1841 wurde er in zweiter Auflage gedruckt. Ab 1831 erschien eine englische sowie 1834 eine französische Ausgabe. Weber selbst bezeichnete den Atlas als sein Hauptwerk. Ein weiteres bekanntes und verbreitetes Werk von ihm war Observatio anatomico-pathologica de corde univentriculari e quo unus tantum truncus-arteriosus surgit. Prolusio acad, dass 1832 erschien sowie das von 1839 bis 1845 in drei Bänden veröffentlichte Vollständige Handbuch der Anatomie des menschlichen Körpers (Zergliederungskunde und Kunst, zunächst für die Besitzer des anatomischen Atlasses). 1853 erschien noch der Anatomische Handatlas des menschlichen Körpers mit den in die einzelnen Theile ein- oder beigeschriebenen Namen derselben, ähnlich wie bei Landkarten den Weber nach dem Vorbild des Anatom und Physiologen Bernhard Siegfried Albinus herausgab.
Moritz Ignaz Weber starb am 29. Juli 1875, wenige Tage nach seinem 80. Geburtstag, in Bonn. Für seine Verdienste erhielt er den Titel eines geheimen Medizinalrates. Zwei seiner Söhne, Eduard und Gustav, wurden wie er Mediziner. Seit dem 28. November 1820 war Moritz Ignaz Weber mit dem Beinamen Rolfinkius Mitglied (Matrikel-Nr. 1205) der Deutschen Akademie der Naturforscher Leopoldina. 1849 wurde er zum korrespondierenden Mitglied und 1855 zum auswärtigen Mitglied der Bayerischen Akademie der Wissenschaften ernannt.

## Veröffentlichungen (Auswahl)
- De hydrocephalo. (Dissertationsschrift), Würzburg 1823.
- Die Skelette der Haussäugthire und Hausvögel. Bonn 1824.
- Handbuch Der Vergleichenden Osteologie. Bonn 1824.
- Über die Wiedervereinigung oder den Heilungsprocess gebrochener Röhrenknochen. Bonn 1825.
- Beschreibung einer merkwürdigen Versetzung und Missbildung der Gallenblase. Bonn 1826.
- Ein neuer Beitrag zur Lehre von der Conformität des Kopfs und Beckens. Bonn 1826.
- Die Zergliederungskunst des menschlichen Körpers. Zum Gebrauch bei Secirübungen. Bonn 1826–1831.
- Über das Strahlenblättchen im menschlichen Auge. Bonn 1827.
- Anatomischer Atlas des menschlichen Körpers in natürlicher Größe, Lage und Verbindung der Theile. Düsseldorf 1830–1832.
- Observatio anatomico-pathologica de corde univentriculari, e quo unus tantum truncus arteriosus surgit. Bonn 1832.
- Vollständiges Handbuch der Anatomie des menschlichen Körpers (Zergliederungskunde und -Kunst). Bonn 1839–1845.